# Монастырь Сурб Степанос (Старый Крым)

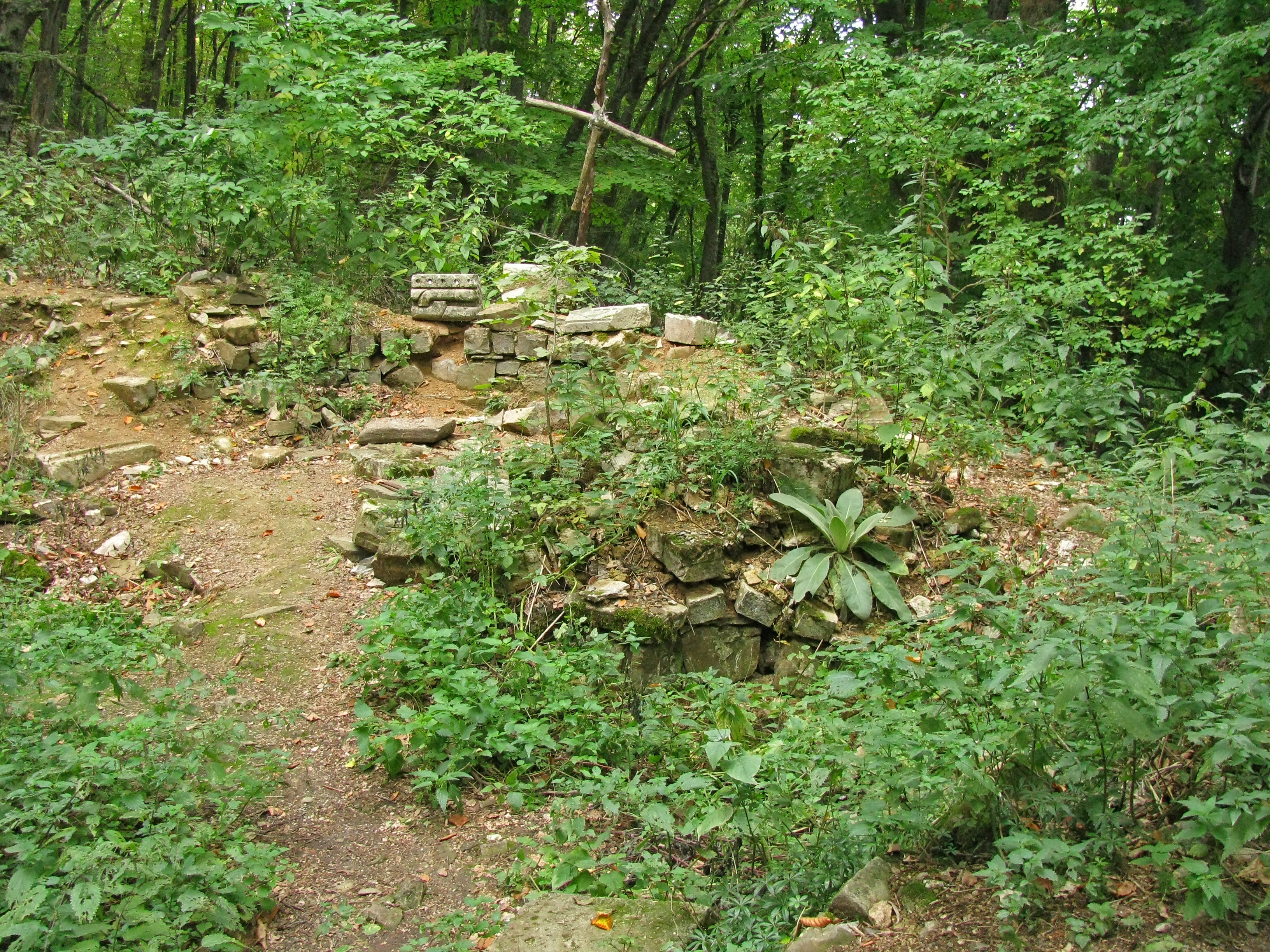
Бывший монастырь Сурб-Степанос (Георгиевский монастырь) (руины)

Монастырь Сурб Степанос (святого архидиакона Стефана-первомученика) — средневековый армянский монастырь, расположенный в лесистом распадке северо-восточного склона горы Мачук в 6 км на юг от города Старый Крым и в 3 км от монастыря Сурб-Хач. Сейчас от него остались только руины.

## Описание достопримечательности
Монастырь находится возле старой дороги, которая когда-то соединяла Судак и Солхат (Старый Крым).
В 1820 году по этим местам путешествовал Минас Медике, который описал увиденное такими словами: "Это был монастырь, построенный из камня, на расстоянии одного часа пути от предыдущего (то есть от монастыря Сурб-Хач), на вершине горы, в середине большого леса.
В 1973-76 гг. экспедицией Института археологии Академии наук Украины монастырь был заново открыт, точнее открыты руины под сплошным завалом камня и грунта, на поросшей лесом поляне. Ещё автор «Крымского сборника», один из учредителей русского географического общества, Кеппен Петр Иванович, что много лет жил в Крыму и изучал его, видел этот монастырь уже, вероятно, в таком состоянии. Он вспоминал руины армянского монастыря в четырёх верстах от Сурб-Хача и считал, что он древнее, чем Сурб-Хач. Экспедиция 1973 г. открыла трёхапсидный храм размером 8,4×8,6 м по интерьеру, что превосходит размеры сурбхачского храма. Центральная апсида пятигранная снаружи и полукруглая изнутри, выступает за пределы северо-восточной части здания, две боковые абсиды меньшего размера — утоплены в стенах. К западной стене храма примыкает гавит или открытый двор, который соединяется с храмом дверным проемом шириной 1,5 м. В центре этого сооружения обнаружен прямоугольный колодец. На юг от храма и гавита обнаружены остатки разновременных служебных и жилых помещений монастыря.
Наиболее вероятной представляется версия, что монастырь был основан в первой половине XIV века, но просуществовал недолго до конца XV века. По мнению некоторых ученых, монастырь Сурб-Степанос был разрушен в результате землетрясений и оползней. Другие исследователи считают, что он пришел в запустение после турецкого нашествия 1475. Можно также предположить, что Сурб-Степаносу нанесло ущерб близкое соседство с монастырем Сурб-Хач, который находился в более выгодном территориальном положении.
К настоящему времени на поверхности видны остатки храма монастыря, большой придел, примыкающий к нему с запада, и на юг от них — развалины нескольких зданий, связанных между собой внешней стеной. Выше по склону на запад от монастыря расположен источник, что в древности снабжало водой монастырь по гончарным трубам. Вблизи обители на склонах долины можно увидеть остатки террас, где был расположен фруктовый сад.